# Manon De Pauw
Manon de Pauw née à Vancouver en 1971 est une artiste canadienne. L’œuvre multidisciplinaire de Manon de Pauw se développe dans des champs de création au croisement des arts vivants et de la photographie, la vidéo, le photogramme, la performance et l’installation.

## Biographie
Manon de Pauw obtient un baccalauréat en arts plastiques de l’Université Concordia en 1997 et une maîtrise en arts visuels et médiatiques de l'Université du Québec à Montréal.  À l’été 2015, la Fondation Guido Molinari offre à Manon de Pauw une résidence suivie d’une exposition dans son espace. C’est en collaboration avec l’artiste Sara A.Tremblay que Manon de Pauw réalise ce projet de recherche qui s’intitule Études et qui témoigne de leurs expérimentations in situ faisant écho à leurs récentes expérimentations en vidéo, installation, photographie sculpture et performance. Dans l’ancien atelier de l’artiste Guido Molinari, elles conjuguent leur pratique tout en s’inspirant de son œuvre. En 2011, Manon de Pauw est finaliste québécoise du prestigieux prix Sobey qui est décerné à un artiste chaque année depuis 2002. Il s’agit de la plus haute distinction dans le domaine de l’art contemporain au Canada. Elle est professeure depuis 2016 à l’École des arts visuels et médiatiques de l’Université du Québec à Montréal. Son travail est représenté par la galerie Blouin / Division à Montréal.

## Démarche
Manon de Pauw crée des œuvres hybrides de nature poétique, alliant art visuel, art médiatique et danse contemporaine. La manipulation de la lumière, le mouvement des corps et l’enregistrement de sons sont à l’origine de ses œuvres. Son travail se concrétise sous diverses formes par l’utilisation de moyens de captation et de projection en interaction avec la présence physique d’objets ou de corps qui contribuent à faire naître des images en constante transformation.

## Expositions
Expositions individuelles (sélection)
·       2023: Lueurs oniriques, Galerie B-312, Montréal, QC
·       2018-2019: Lumière sur l’art Édition 2018-2019, SDM Montcalm, Québec, QC
·       2017: Cocons somatiques, Manon De Pauw + Pierre-Marc Ouellette, Usine C, Montréal, QC
·       2014: Manon de Pauw, Galerie Division, Montréal, QC
·       2013: Manon De Pauw. Intrigues. Langage plus, Alma, QC
·       2012: Intrigues, Centre culturel canadien, Paris, FR
·       2012: Intrigues, Centre culturel de l’Université de Sherbrooke, Sherbrooke, QC
·       2011: Intrigues, Musée régional de Rimouski, Rimouski,QC
·      2010: Intrigues, Southern Alberta Art Gallery, Lethbridge, AB
·      2010: Intrigues, Cambridge Art Galleries, ON
·       2009: Intrigues, Galerie de l’UQAM, Université du Québec à Montréal, Montréal, QC
·      2007:  L’atelier d’écriture (beside writing). Trinity Square Video, Toronto, ON
·       2007: L’atelier d’écriture. Optica, Montréal, QC
·       2006 : La petite fabrique de temps (Collaboration avec Michel Laforest), La Chambre Blanche, Québec, QC
·       2005: Prendre position, EXPRESSION, Centre d’exposition de Saint-Hyacinthe, Saint-Hyacinthe, QC
·       2004: Replis et articulations, Galerie Sylviane Poirier, Montréal, QC
·       2004: Replis et articulations, La Bande Vidéo, Québec, QC
·       2003: Manon de Pauw au travail, Dare-Dare, Montréal, QC

## Collections
·       Galerie de l’UQAM
·       Musée national des beaux-arts du Québec  
·       Musée d’art contemporain de Montréal
·       Hydro-Québec
·       Desjardins
·       Banque Nationale
·       Banque TD
·       Cirque du Soleil
·       Collections privées